# Ký hiệu học
Ký hiệu học là ngành khoa học chuyên nghiên cứu về các ký hiệu và quá trình ký hiệu, biểu hiện, chỉ định, sự giống nhau, tương tự, phép ẩn dụ, biểu tượng, ý nghĩa, và thông tin liên lạc. Ký hiệu học là ngành có liên quan mật thiết với ngôn ngữ học. Ký hiệu học thường được chia thành ba nhánh gồm:
- Ngữ nghĩa học: Tìm hiểu mối quan hệ giữa các ký hiệu và ý nghĩa của chúng
- Cú pháp học: Tìm hiểu những mối quan hệ giữa các ký hiệu trong những cấu trúc chính thức
- Ngữ dụng học: Tìm hiểu mối quan hệ giữa các dấu hiệu và ảnh hưởng của chúng tới người sử dụng

Ký hiệu học thường được xem có tầm quan trọng trong nhân chủng học; ví dụ, Umberto Eco cho rằng mọi hiện tượng văn hóa đều có thể được nghiên cứu như là một dạng truyền thông. Tuy nhiên, một số nhà ký hiệu học tập trung vào chiều cạnh logic của khoa học. Họ xem xét những lĩnh vực liên quan tới khoa học tự nhiên - ví dụ như làm thế nào các sinh vật đưa ra dự đoán và thích nghi về sự phù hợp của các ký hiệu trên thế giới. Thông thường, các lý thuyết về ký hiệu học coi các ký hiệu và hệ thống ký hiệu là đối tượng nghiên cứu.
Ngữ nghĩa học là một nhánh của ký hiệu học chuyên tìm hiểu về các tính chất của ký hiệu và biểu tượng. Chính xác hơn, ngữ nghĩa học nghiên cứu về "các quy tắc điều khiển cách thức các từ ngữ được kết hợp để tạo thành các cụm từ và các câu".

## Liên kết
Đọc thêm
| - Applied Semiotics / Sémiotique appliquée Lưu trữ ngày 3 tháng 9 năm 2010 tại Wayback Machine - Communicology: The link between semiotics and phenomenological manifestations - Language and the Origin of Semiosis Lưu trữ ngày 17 tháng 1 năm 2010 tại Wayback Machine - Semiotics for Beginners - Signo — www.signosemio.com — Presents semiotic theories and theories closely related to semiotics - The Semiotics of the Web | Peircean focus - Arisbe: The Peirce Gateway Lưu trữ ngày 28 tháng 9 năm 2007 tại Wayback Machine - Minute Semeiotic Lưu trữ ngày 2 tháng 11 năm 2013 tại Wayback Machine, English, Portuguese - Peirce's Theory of Semiosis: Toward a Logic of Mutual Affection — free online course - Semiotics according to Robert Marty, with 76 definitions of the sign by C. S. Peirce - The Commens Dictionary of Peirce's Terms |

Journals, book series — associations, centers